# Jay Delano
Jay Delano, właśc. Jerrel Delano Koningsverdraag (ur. 26 maja 1974 w Eindhoven) – holenderski piosenkarz, kompozytor i producent muzyczny. W latach 1996–2001 wokalista zespołu R’n’G.

## Życiorys
Jego rodzice pochodzą z Surinamu. W wieku 14 lat zaczął pisać swoje pierwsze piosenki. W latach 1996–2001 występował w zespole R’n’G, z którym wydał dwa albumy: The Year of R’n’G (1998) i The Right Time (2001). Pierwszy album uzyskał status złotej płyty za sprzedaż w Polsce. W 2005 zagrał w teledysku do singla grupy Karmah „Just Be Good To Me”.
W 2006 rozpoczął solową karierę od wydania singiel „Close to You”, będący coverem utworu Maxi Priesta z 1990.
W 2008 zdobył nagrodę radia FaMa dla wokalisty obcojęzycznego. Wiosną 2009 w parze z Kamilą Kajak został półfinalistą dziewiątej edycji programu rozrywkowego TVN Taniec z gwiazdami. Również w 2009 był nominowany do nagrody Eska Music Award dla najlepszego zagranicznego popowego artysty oraz zajął 10. miejsce z utworem „Are You Ready” w konkursie o tytuł zagranicznego hitu lata na Sopot Hit Festiwal 2009.

## Inspiracje
Jako inspiracje dla swojej muzyki wymienia artystów, takich jak Michael Jackson, Stevie Wonder, Prince czy Big Daddy Kane.

## Życie prywatne
14 lutego 2005 poślubił wieloletnią partnerkę, Cindy.

## Dyskografia
Opracowano na podstawie materiału źródłowego.
- Close to You (2007)
- Here Comes the Sun (2009)

## Filmografia
Opracowano na podstawie materiału źródłowego.
- 2004: Bum Fu: A Joint Venture
- 2006: Horizonica